# 9916 Kibirev
9916 Kibirev là một tiểu hành tinh vành đai chính. Nó quay quanh Mặt Trời mỗi 4.82 năm. nó là một tiểu hành tinh có liên quan với gia đình Koronis .
Được phát hiện ngày 3 tháng 10 năm 1978 bởi Nikolai Chernykh ở Đài vật lý thiên văn Crimean, tên chỉ định của nó là "1978 TR2".  Sau đó nó được đổi tên thành "Kibirev" sau khi Sergej Kibirev, một nhà sản xuất thuộc microelectronics đến từ Novosibirsk.